# 咖啡牛奶政治

米纳斯吉拉斯州（绿色部分）和圣保罗州（红色部分）

牛奶咖啡政治（葡萄牙語：Política do café com leite）是一个历史术语，指的是巴西第一共和国（1889年—1930年）时期巴西政治由代表圣保罗州地主贵族利益的保利斯塔共和党（经济以咖啡业为主）和的代表米內羅共和黨利益的米纳斯吉拉斯州（经济以奶制品业为主）主导的局面。